# 4541 Mizuno
4541 Mizuno eller 1989 AF är en asteroid i huvudbältet som upptäcktes den 1 januari 1989 av de båda japanska astronomerna Toshimasa Furuta och Kenzo Suzuki i Toyota. Den är uppkallad efter den japanske astronomen Yoshikane Mizuno.
Asteroiden har en diameter på ungefär 6 kilometer.